# 1570年
| 千纪： | 2千纪 |
| 世纪： | 15世纪 \| 16世纪 \| 17世纪                                                                                 |
| 年代： | 1540年代 \| 1550年代 \| 1560年代 \| 1570年代 \| 1580年代 \| 1590年代 \| 1600年代                           |
| 年份： | 1565年 \| 1566年 \| 1567年 \| 1568年 \| 1569年 \| 1570年 \| 1571年 \| 1572年 \| 1573年 \| 1574年 \| 1575年 |
| 纪年： | 庚午年（马年）；明隆庆四年；越南莫朝崇康三年，后黎朝正治十三年；日本永祿十三年，元龜元年                   |

## 大事记
- 俺答汗的孫子把漢那吉歸順明朝，俺答汗與明朝開始和談，以流亡到蒙古的漢人趙全交換把漢那吉。
- 吐魯番汗國最後一任大汗馬速與同是察合台系的葉爾羌汗國交戰被俘，東察合台汗國正支汗統結束。
- 瑞典與丹麥簽訂《什切青和約》，遏制瑞典失敗，第一次北方戰爭以丹麥失敗告終。
- 3月——今山之戰，大友宗麟討伐龍造寺隆信敗北，後來兩軍講和，之後龍造寺隆信勢力逐漸擴大，與大友宗麟、島津義久成為九州三強之一，此戰被喻為九州版的桶狹間之戰。
- 4月26日——金崎之戰，織田信長與德川家康討伐數度無視以足利義昭名義發佈上洛命令的朝倉義景，進逼到金崎城時，淺井長政突然撕毁與織田信長的盟約，轉而守護淺井與朝倉家長久的友好關係，淺井長政與織田信長決裂，織田信長逃回京都。
- 7月6日——織田氏與六角氏在近江國野洲川河岸爆發野洲河原之戰，試圖收復舊領的六角義賢父子戰敗。
- 7月25日——先前被織田信長擊敗而退往阿波國的三好康長跟三好政康聯合三好長逸、細川昭元、篠原長房，拉攏先前投降織田信長、足利義昭的岩成友通跟紀伊國雜賀眾中的鈴木孫市，跟齋藤龍興、長井道利君臣，聚集1.3萬人出兵河內、攝津，在野田、福島一帶築城。
- 7月，織田信長發動佐和山城之戰，攻打淺井家重臣磯野員昌鎮守的佐和山城，但戰況陷入膠著。
- 8月8日——法國天主教與胡格諾教派簽訂《聖日爾曼和平敕令（英语：Peace of Saint-Germain-en-Laye）》。
- 8月9日——姊川之战，织田、德川联军与浅井、朝仓联军在近江国浅井郡姊川河原（今滋贺县长滨市野村町附近）会战，姊川一战，浅井、朝仓两家大败，元气大伤，織田信長則佔領了戰略要衝橫山城，成功掌握了整個南近江的霸權地位。
- 8月26日——織田信長攻擊三好三人眾占領的野田和福島二城，野田、福島城之戰爆發。
- 9月13日——石山本願寺的法主顯如突然發兵參與野田、福島城之戰 ，馳援三好三人眾。
- 9月16日——朝倉義景與淺井長政趁著織田信長在攝津國與三好長逸、一向一揆對峙之時，從琵琶湖西岸南下進攻志賀的宇佐山城，雖然城池並未失陷，但城將森可成跟援軍織田信治、青地茂綱戰死。
- 9月23日——織田信長由於擔心淺井和朝倉聯軍可能會攻入京都，於停止了和三好三人眾以及本願寺的戰鬥，下令從攝津國撤軍，將朝倉義景、淺井長政聯軍以及支持他們的比睿山延曆寺的部隊包圍在比叡山，是為志賀之陣。
- 10月11日——石山合戰爆發。
- 11月，北伊勢的一向宗信徒受到顯如的指示掀起長島一向一揆，並殺死了織田信長的弟弟織田信興。
- 12月，由於朝廷和幕府的介入，再加上北國風雪妨礙行軍，織田信長與淺井長政與朝倉義景暫時停戰，結束志賀之陣，也宣告第一次信長包圍網瓦解。
- 奧圖曼帝國與俄羅斯帝國在伊斯坦堡簽署互不侵犯條約，結束俄土戰爭。
- 第五次威尼斯土耳其戰爭，土耳其攻占塞浦路斯。
- 伊凡四世將諾夫哥羅德洗劫一空。

## 出生
- 不明日期——张瑞图，75歲，中國明朝萬曆三十五年丁未年（1607年）進士，最高職曾晉至「少保兼太子太保戶部尚書武英殿大學士」。後為画家。（1644年逝世）

## 逝世
- 大友親貞——大友宗麟之弟。
- 森可成。
- 三條夫人——武田信玄正室。
- 織田信興——織田信秀七子。
- 織田信治。